# Szczeciniak (Varmia y Masuria)
Szczeciniak [pronunciación en polaco: /ʂt͡ʂɛˈt͡ɕiɲak/] (en alemán: Stettenbruch) es un pueblo ubicado en el distrito administrativo de Gmina Srokowo, dentro del Condado de Kętrzyn, Voivodato de Varmia y Masuria, en Polonia del norte, cercano a la frontera con el Kaliningrad Oblast de Rusia. Se encuentra aproximadamente a 7 kilómetros al suroeste de Srokowo, a 11 kilómetros al noreste de Kętrzyn, y a 77 kilómetros al noreste de la capital regional Olsztyn.
Antes de 1945, el área fue parte de Alemania (Prusia Oriental).